# کریس کلی (بازیکن هاکی روی یخ)
کریس کلی (انگلیسی: Chris Kelly؛ زادهٔ ۱۱ نوامبر ۱۹۸۰) بازیکن هاکی روی یخ اهل کانادا است.
وی همچنین برندهٔ جوایزی همچون جام استنلی شده‌است.